# Kurt Demmler

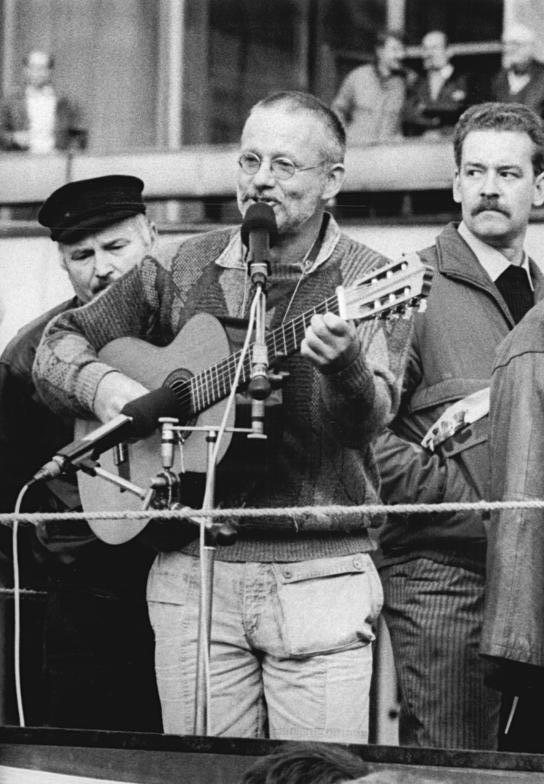
Kurt Demmler (1989)

Kurt Demmler, geboren als Kurt Abramowitsch, (Posen, 12 september 1943 - Berlijn, 3 februari 2009) was een Duitse componist en tekstschrijver voor veel DDR-rockgroepen.

## Levensloop
Als zoon van artsen, werd Kurt Demmler zelf ook arts in 1969 en werkte tot 1976 in een kliniek in Leipzig. Hij begon zelf als zanger, maar werd in de jaren 1970 en 1980 vooral de belangrijkste schrijver van liedjesteksten in Oost-Duitsland.
Hij was mede-ondertekenaar van de protestresolutie tegen de uitburgering van Wolf Biermann in 1976 en van de resolutie van rockmuzikanten en liedesmakers voor de "democratisering en vrijheid van de media in de DDR" van september 1989. Demmler trad op bij de grote demonstratie van 4 november 1989 in Oost-Berlijn, waar hij een toespraak hield en nadien met zijn gitaar het lied Irgendeiner ist immer dabei inzette, een ironische aanval op de alomtegenwoordige Stasi.
In augustus 2008 werd hij opgepakt op verdenking van seksueel misbruik van zeker zes minderjarige meisjes. Het proces begon in januari 2009, maar Kurt Demmler pleegde in februari 2009 zelfmoord in zijn gevangeniscel.

## Discografie
- 1971 Kurt Demmler – Lieder (Amiga )
- 1974 Verse auf sex Beinen (Amiga)
- 1979 Komm in mein Gitarrenboot (Amiga)
- 1982 Jeder Mensch kann jeden lieben (Amiga)
- 1985 Die Lieder des kleinen Prinzen (Amiga)
- 1989 Kerzenlieder 1989 (Amiga)
- 1990 Windsandundsternenlieder (DSB)
- 2001 Mein Herz muss barfuß gehn (Unionton)

## Bekende liedjesteksten voor andere muzikanten
- Du hast den Farbfilm vergessen en vele andere voor Automobil en Nina Hagen
- Wer die Rose ehrt, Nach der Schlacht, Ermutigung voor Renft
- König der Welt voor Karat
- Kleiner Planet, Neue Helden voor de Puhdys
- Der Kampf um den Südpol, Weißes Gold voor Stern-Combo Meißen
- Die Sixtinische Madonna, Tritt ein in den Dom voor Electra
- Wasser und Wein voor Lift
- Tanzt keiner Boogie, Bluejeans voor Silly
- No Bomb voor Berluc
- Wie ein Fischlein unterm Eis en vele andere voor Karussell

## Onderscheidingen
- 1969 Erich Weinert-Medaille
- 1971 "Preis für künstlerisches Volksschaffen"
- 1972 "Soldatenliedpreis"
- 1973 Kunstpreis  van de  DDR
- 1985 Nationalpreis der DDR